# Léon Bakst

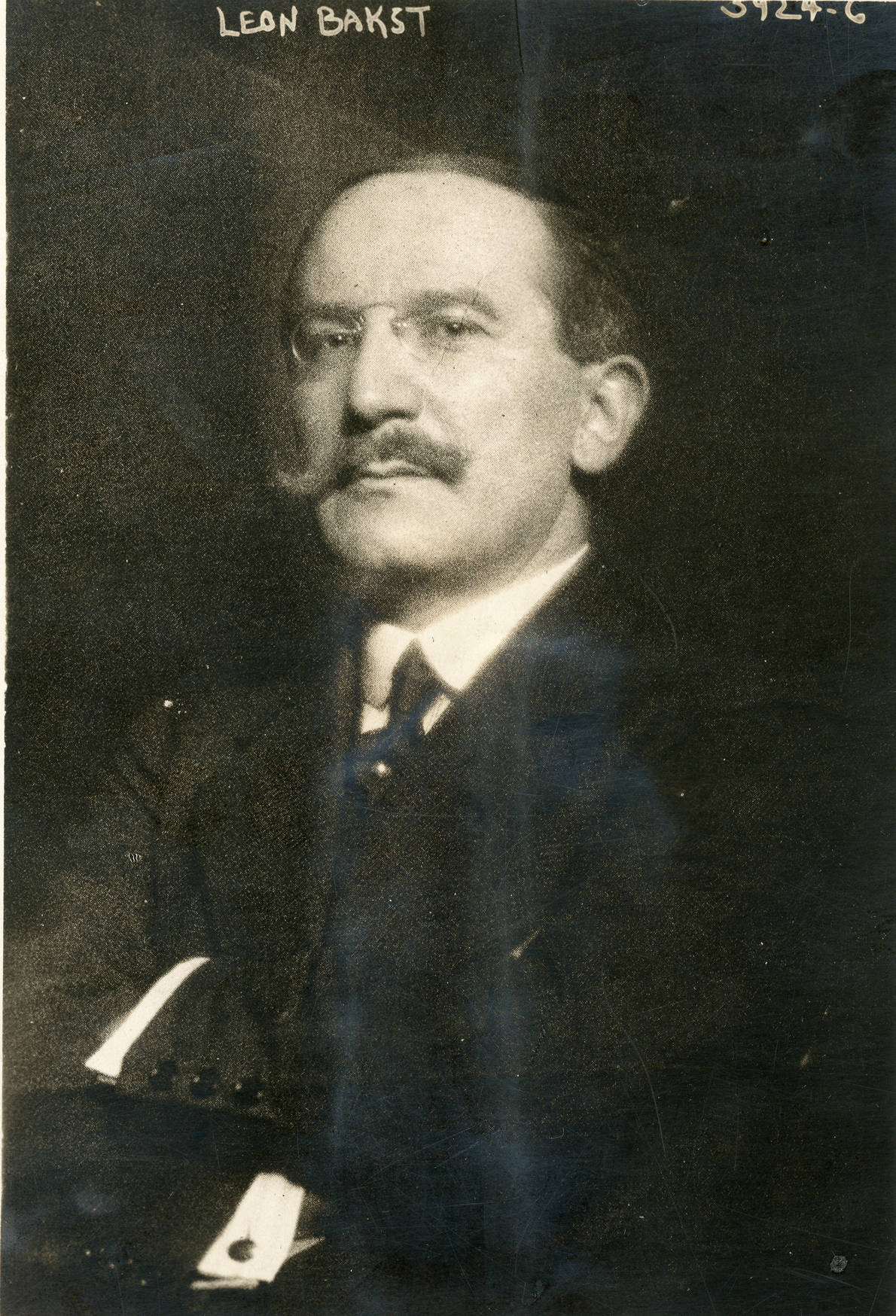
Portert van Léon Bakst, 1916

Léon Bakst (Russisch: Леон Бакст) (Grodno, 10 mei 1866 - Rueil-Malmaison, 27 december 1924) was een Russisch schilder en decorontwerper. Hij is vooral bekend geworden als de ontwerper van de decors en kostuums van de eerste uitvoeringen van de Ballets Russes. Zijn werkelijke naam was Lev Samojlovitsj Rozenberg (Russisch: Лев Самойлович Розенберг). 

## Schilder

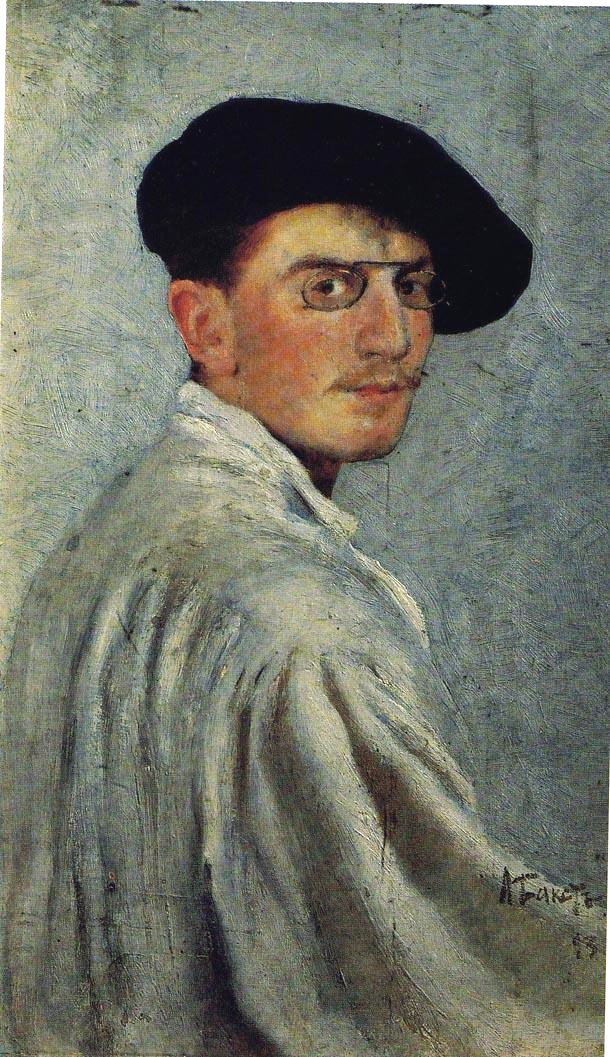
Zelfportret, 1893

Bakst werd in 1866 in Grodno (tegenwoordig Wit-Rusland) geboren als de zoon van een joodse Talmoed-onderwijzer. Hij studeerde aan de Keizerlijke Academie der Schone Kunsten in Sint-Petersburg. Voor zijn eerste tentoonstelling in 1889 nam hij de naam Bakst aan, die verwees naar de naam van zijn grootmoeder van moeders kant, die Baxter heette. Van 1893 tot 1897 leefde hij voornamelijk in Parijs. Reeds daarvoor had hij kennisgemaakt met de groep kunstenaars en schrijvers rond Serge Diaghilev en Alexandre Benois, waaruit later de Mir Iskoesstva (Wereld van Kunst) beweging is ontstaan. In 1899 richtte Diaghilev het gelijknamige tijdschrift Mir Iskoesstva op. Illustraties voor dit tijdschrift maakten Bakst beroemd.
Tussen 1901 en 1910 schilderde Bakst vele portretten, onder andere van de dichter Andrej Bely, de schrijver Vasili Rozanov en de dichteres Zinaida Hippius. Ook gaf hij les aan de kinderen van Groothertog Vladimir Aleksandrovitsj. In 1902 kreeg hij een opdracht van tsaar Nicolaas II om de Bijeenkomst van Russische zeelui in Parijs te schilderen.

## Ballets Russes

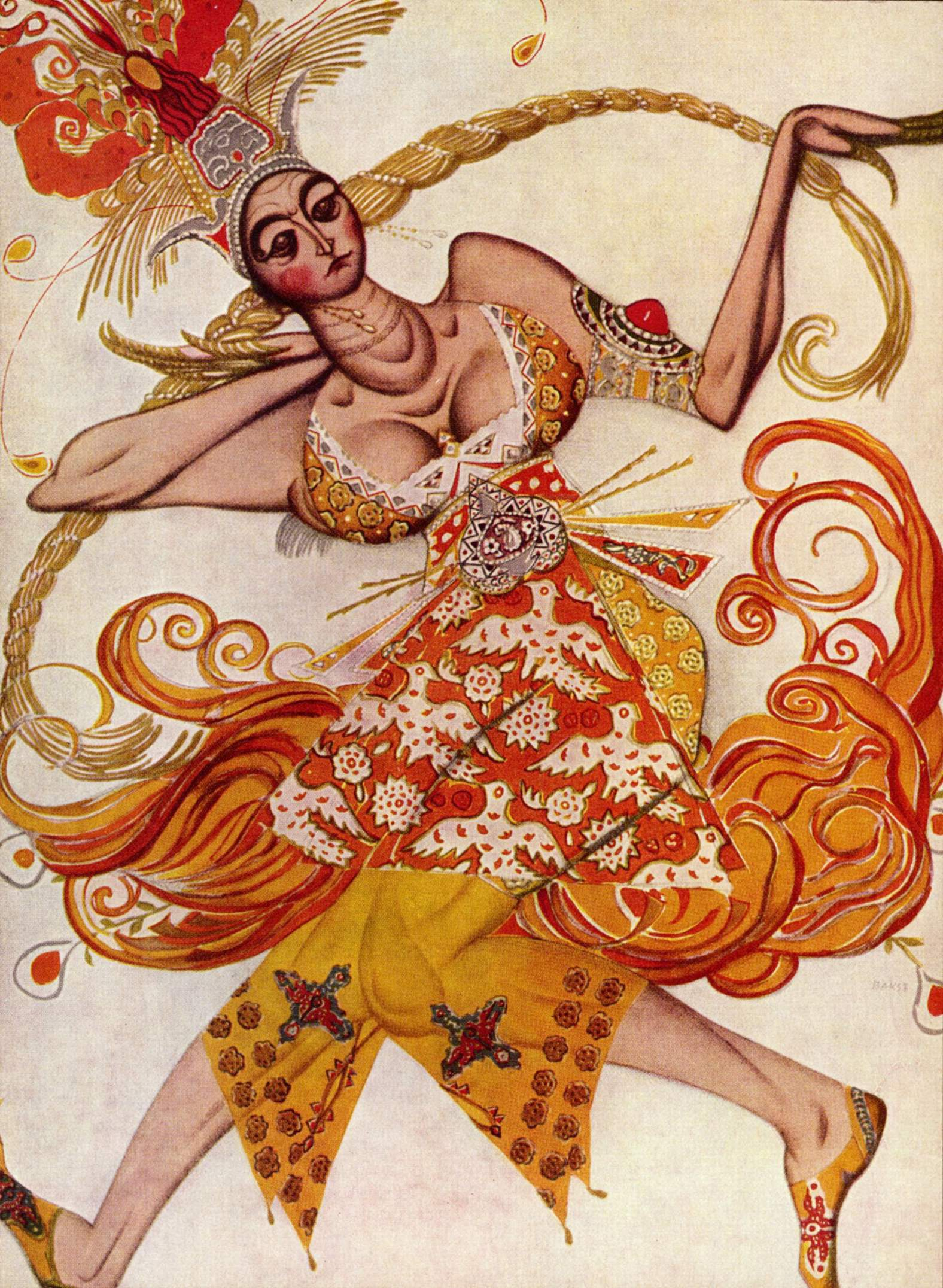
De vuurvogel, 1910, kostuumontwerp voor balletfiguur

Vanaf ongeveer 1908 werkte Bakst voornamelijk als decorontwerper, eerst voor verschillende Russische toneelgezelschappen, later voor de in Parijs gevestigde Ballets Russes die onder leiding van Diaghilev door Europa trokken. Bakst ontwierp de decors voor Cleopatra (1909), Les Sylphides (1909), Sjeherazade (1910), Carnaval (1910), De vuurvogel (1910), Narcissus (1911), Le spectre de la rose (1911), Le dieu bleu (1911) en Daphnis et Chloe (1912). Al deze tijd leefde Bakst in Europa, omdat hij als Jood last ondervond van beperkende maatregelen voor permanente huisvesting van Joden in Rusland.
Gedurende deze periode werd Bakst een van Europa's populairste kunstenaars. Zijn ontwerpen voor les Ballets Russes oefenden een zeer grote invloed uit op de mode en op het interieurontwerp. Bakst werd een societyfiguur die zeer exclusieve mode ontwierp en de inrichtingen verzorgde van luxueuze interieurs. Zijn doen en laten werd beschreven in de roddelpers, en werd op de hak genomen in populaire liedjes. Zijn theaterontwerpen zouden een blijvende indruk achterlaten, onder anderen Pablo Picasso, die Bakst hogelijk waardeerde en een beroemd portret van hem tekende (1921).
Tijdens zijn bezoeken aan Sint-Petersburg bleef Bakst lesgeven, onder andere aan Marc Chagall, aan wie hij de raad gaf niet naar Frankrijk te gaan, omdat anders zijn kunst eronder zou lijden en hij waarschijnlijk zou sterven in armoede. In 1914 werd Bakst lid van de Keizerlijke Academie der Schone Kunsten.
In 1918 brak Bakst met Diaghilev en Les Ballets Russes, maar keerde nog een keer terug om voor de grootse revival van Doornroosje in London 1921 de zeer uitgebreide decors en kostuums te ontwerpen. Hij stierf in 1924 in Parijs aan longproblemen.